# Martin Štrbák
Martin Štrbák, född 15 januari 1975 i Prešov, är en slovakisk professionell ishockeyspelare som spelar för HC Košice i Extraliga. Den 17 december 2012 skrev han på ett ettårs-kontrakt med HC Košice.
Štrbák valdes av Los Angeles Kings som 224:e spelare totalt i 1993 års NHL Entry Draft.

## Klubbar
- HC Prešov, Moderklubb-1994
- HC Slovan Bratislava, 1994-1997, 1998-1999
- HK Spišská Nová Ves, 1997-1998
- HK Trnava, 1999
- HC Litvínov, 1999-2000
- VHK Vsetín, 2000-2002
- Lokomotiv Jaroslavl, 2001-2003
- HPK, 2003
- Los Angeles Kings, 2003
- Manchester Monarchs, 2003
- Pittsburgh Penguins, 2003-2004
- HC Košice, 2004, 2012-
- CSKA Moskva, 2004-2007
- Metallurg Magnitogorsk, 2007-2008
- HC Pardubice, 2008-2009
- Rögle BK, 2008-2009, 2012
- HC MVD, 2009-2010
- OHK Dynamo Moskva, 2010-2011
- HC Lev Poprad, 2011-2012